# Каталин Макрай
Каталин Макрай (на унгарски: Makray Katalin) е унгарска гимнастичка, състезателка по художествена гимнастика. Неин съпруг е бившият унгарски президент Пал Шмит.

## Биографии
Родена е на 5 април 1945 г. в град Вашвар, Унгария.
Представлява Унгарската народна република на две олимпиади – на летните олимпийски игри през 1964 г. в Токио и на летните олимпийски игри през 1968 г. в Мексико Сити.
Тя е Сребърен медалист от Олимпийските игри в Токио през 1964 г. на неравни пръти. В тези игри тя заема 5–то място в отбора, докато в индивидуалното състезание (в индивидуалното многобой) тя става 18-ма и с 3-тия резултат стига до финала в една отделна форма (на гореспоменатите неравномерни щанги).
На Олимпийските игри през 1968 г. в Мексико Сити тя отново става 5–та в отбора, докато в индивидуалното състезание (в индивидуалното многобой) тя става 26–та, тя не достига нито един от финалите в отделни състезания.
Двукратен шампион от Универсиадата от 1963 г. – в индивидуалния многобой (тя споделя златото с Лариса Латинина) и в отбора. Шампион (в отбора) и бронзов медалист (индивидуално многобой) на Универсиадата от 1965 г.